# Журавлёвка (Павлодарская область)
Журавлёвка (каз. Журавлёвка) — упразднённое село в Успенском районе Павлодарской области Казахстана. Исчезло в ? г.

## История
Село Журавлёвка основано в 1914 г. украинскими крестьянами в Белоцерковской волости.